# Эзофагит
Эзофаги́т (новолат. oesophagitis от др.-греч. οἰσοφάγος — пищевод + -itis) — заболевание пищевода, сопровождающееся воспалением его слизистой оболочки.

## Причины возникновения
- Наиболее частая причина — желудочно-пищеводный рефлюкс, приводящий к повреждению слизистой пищевода вследствие воздействия кислотно-пептического фактора. В случае, если эзофагит вызван рефлюксом, он называется рефлюкс-эзофагитом.
- Другие причины эзофагита включают инфекции (наиболее часто грибки рода кандида, вирус простого герпеса, цитомегаловирус). Эти инфекции наиболее часто встречаются у больных с пониженным иммунитетом, в частности, у страдающих СПИДом или получающих иммуносупрессивную терапию, глюкокортикоиды, противоопухолевые химиопрепараты.
- Химический ожог щёлочью или кислотой, растворителем (например бензин, ацетон), сильным окислителем типа перманганата калия также может вызвать эзофагит. Такой эзофагит обычно наблюдается у детей после случайной пробы или у взрослых после попытки суицида с использованием щелочи, кислоты, растворителя или окислителя; также возможен при рвоте и изжоге из-за раздражающего действия пищеварительных ферментов. Часто наблюдается у алкоголиков — в данном случае повреждающим фактором является этиловый спирт.
- Физическое повреждение пищевода вследствие лучевой терапии, термического ожога или введения зонда (механическое повреждение) также может быть причиной эзофагита.

## Виды эзофагита
- Острый эзофагит — воспаление стенки пищевода, проявляющееся болями, особенно выраженными при прохождении пищи. В подавляющем большинстве случаев он протекает в сочетании с болезнями желудка и поражает обычно нижнюю часть пищевода.[3]

Началу заболевания способствуют нарушения питания, ожоги, химические вещества, полигиповитаминоз, обширная инфекция.
При эзофагите может повышаться температура тела, отмечается общее недомогание, появляются неприятные ощущения по ходу пищевода во время продвижения пищи, может беспокоить жжение, иногда резкая боль в пищеводе. Больные могут жаловаться на боль в области шеи, отрыжку, слюнотечение, нарушается глотание.
- Хронический эзофагит — хроническое воспаление стенки пищевода. Болезнь может развиться при недостаточно вылеченном остром эзофагите либо как первично-хронический процесс. Хронический эзофагит может развиться при длительном приеме чрезмерно грубой или острой пищи, крепких алкогольных напитков.

Хронический эзофагит сопровождается болями за грудиной и в подложечной области, нередко он сочетается с гастритом или дуоденитом, что дает разнообразную клиническую картину. Больные жалуются на чувство саднения за грудиной непосредственно после проглатывания пищи; могут появляться и боли, не зависящие от приёма пищи, особенно во время бега, при прыжках или форсированном дыхании. Иногда боли возникают при лежании на спине, они могут быть в виде приступов и отдавать в шею, спину или в область сердца. В большинстве случаев наблюдается отрыжка воздухом или с примесью желудочного содержимого после еды и физической нагрузки, жалобы на изжогу, особенно вечером и ночью; возможны также тошнота, рвота, икота, слюнотечение, затрудненное дыхание. Икота обычно начинается после отрыжки и продолжается длительное время.
В течение хронического эзофагита бывают периодические обострения и ремиссии. Если лечение начинается поздно и эзофагит неуклонно прогрессирует, могут образовываться рубцовые изменения пищевода.

## Морфологические формы эзофагита

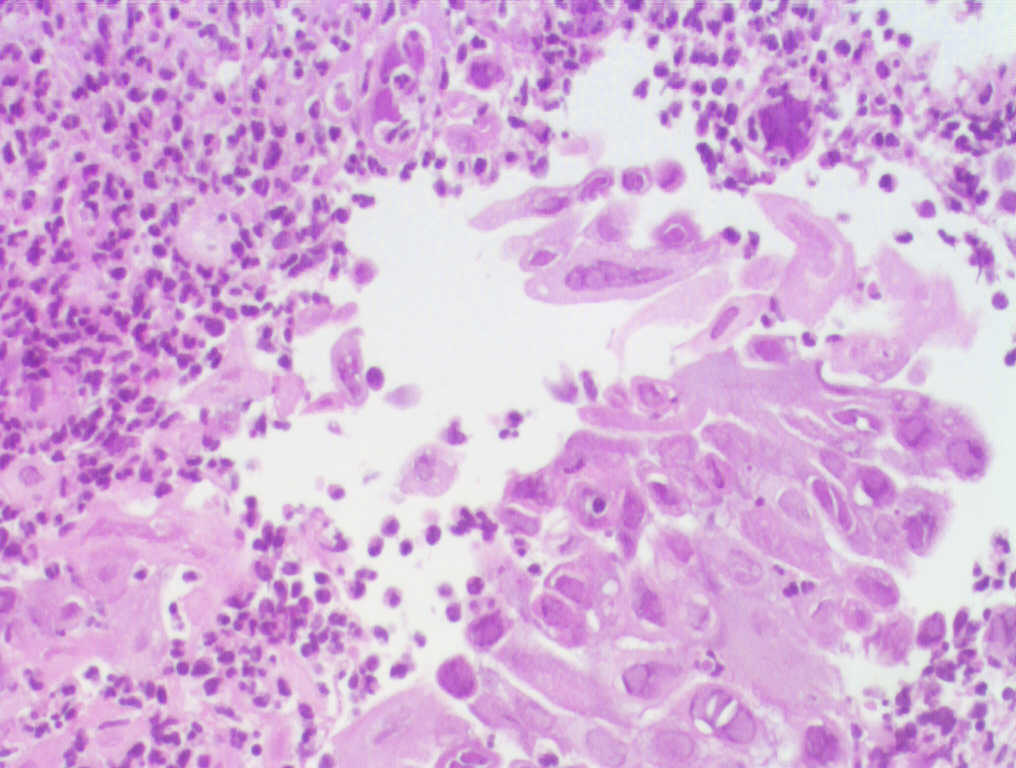
Эзофагит, вызванный вирусом герпеса

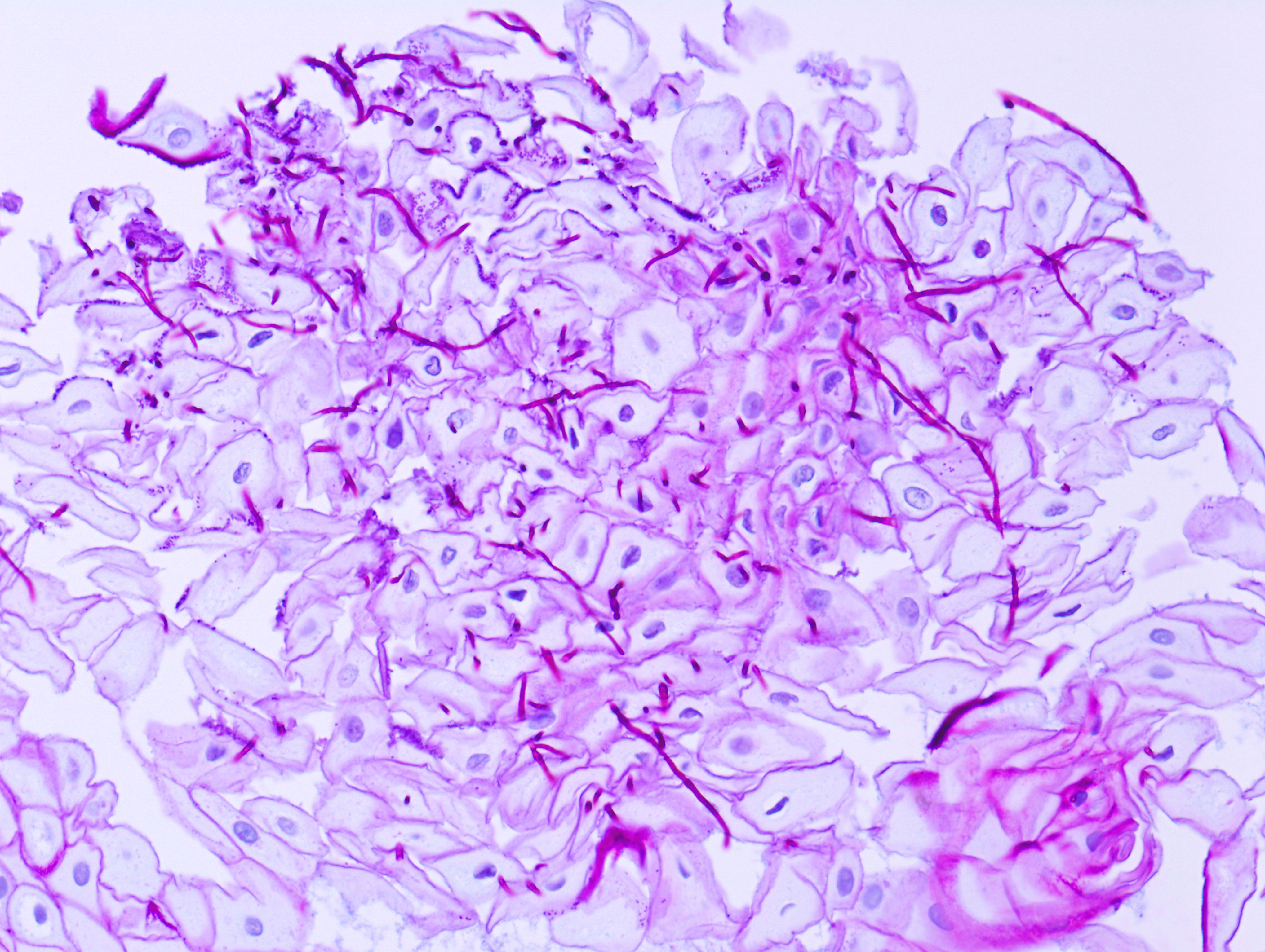
Кандидозный эзофагит

| Катаральная форма        | Характеризуется гиперемией и отёчностью слизистой оболочки пищевода. Наиболее распространённая форма эзофагита.                                                                         |
| Отёчная форма            | Характеризуется гиперемией и отёчностью слизистой оболочки пищевода. Наиболее распространённая форма эзофагита.                                                                         |
| Эрозивная форма          | Чаще всего развивается при острых инфекционных болезнях и действии на стенку пищевода раздражающих веществ.                                                                             |
| Геморрагическая форма    | Развивается при некоторых инфекционных и вирусных болезнях (например, при сыпном эпидемическом тифе, гриппе).                                                                           |
| Псевдомембранозная форма | Наблюдается при дифтерии, скарлатине. При этой форме фибринозный экссудат не спаян с подлежащими тканями.                                                                               |
| Эксфолиативная форма     | Наблюдается при дифтерии, скарлатине. При этой форме фибринозный экссудат прочно связан с подлежащими тканями.                                                                          |
| Некротическая форма      | Встречается при тяжёлом течении инфекционных болезней, таких, как корь, скарлатина, брюшной тиф и др., а также при кандидозе, агранулоцитозе, сопровождается образованием глубоких язв. |
| Флегмонозная форма       | Образуется в результате внедрения в стенку пищевода инфицированного инородного тела, процесс может распространиться вдоль пищевода и в сторону средостения.                             |

Также различают следующие формы эзофагита:
- Алиментарный эзофагит — возникает вследствие злоупотребления чрезмерно горячей и острой пищей, крепкими спиртными напитками.
- Профессиональный эзофагит — возникает в результате воздействия профвредностей (пары концентрированных кислот и едких щелочей, соли тяжёлых металлов и др.)
- Застойный эзофагит  — обусловлен раздражением слизистой оболочки пищевода остатками скопившейся в нём пищи, что наблюдается при дивертикулах, стенозах пищевода различного происхождения, кардиоспазме.
- Аллергический эзофагит (эозинофильный эзофагит[англ.]) — развивается на фоне изменений реактивности организма, особенно у детей (при пищевой аллергии, бронхиальной астме).

## Симптомы
Симптомы эзофагита включают:
- затруднения и/или болезненные ощущения при глотании;
- изжогу;
- боли во рту;
- ощущения чего-то застрявшего в горле;
- тошноту;
- рвоту.

## Диагностика
- Рентгенологическое исследование.
- Эзофагоскопия.
- Эзофагоманометрия — фиксирует различные по характеру нарушения моторики пищевода.
- Мониторная pH-метрия пищевода.

## Лечение
Консервативное лечение показано больным с неосложненным течением заболевания. Оно включает в себя:

### Общие рекомендации
- после принятия пищи избегать наклоны вперед и не ложиться в течение 1,5 часов
- спать с приподнятым не менее чем на 15 см головным концом кровати,
- не носить тесную одежду и тугие пояса,
- ограничить еду в сухомятку, потребление чрезмерно горячей пищи и напитков, а также продуктов, агрессивно действующих на слизистую оболочку пищевода (алкоголь, кофе, шоколад, цитрусовые, острые пряности и т. п.),
- отказаться от курения.

### Медикаментозная терапия
- Приём антацидов и производных альгиновой кислоты.
- Антисекреторные препараты.
- Прокинетики.
- Витаминные препараты на основе гиалуроновой кислоты для восстановления защитного слоя эпителия пищевода.

### Немедикаментозные методы
Дополнительно к медикаментозному лечению применяют эндоскопическую лазеротерапию, гипербарическую оксигенацию, прямую внутрипищеводную электростимуляцию кардии, электрофорез с новокаином на эпигастральную область.

### Хирургическое лечение
Показаниями к оперативному лечению являются:
- безуспешность консервативного лечения,
- осложнения эзофагита (стриктуры, повторные кровотечения),
- частые аспирационные пневмонии,
- пищевод Барретта (из-за опасности малигнизации).

## Примечание
1. 1 2  Disease Ontology (англ.) — 2016.
2. 1 2 3  Monarch Disease Ontology release 2018-06-29 — 2018-06-29 — 2018.
3. ↑  Шабалов Н. П. Острый эзофагит